# DigiPen Institute of Technology
Le DigiPen Institute of Technology est une université située à Redmond dans l'état américain de Washington dont ses activités éducatives et formatives principales sont l'art, l'informatique et le génie informatique en mettant l'accent sur les jeux vidéo.
Le DigiPen Bilbao Institute of Technology, situé à Bilbao dans le Pays basque dans le Nord de l'Espagne depuis l'année 2010, est une composante du DigiPen Institute of Technology.

## Histoire
DigiPen a été fondé en 1988 par Claude Comair au Vancouver, B.C., Canada. L'université a changé son siège à Redmond, Washington, aux États-Unis, en janvier 1998.
En mai 1996, le State Higher Education Coordinating Board (conseil coordinateur de l'éducation supérieure de l'état) de Washington a délivré les permis nécessaires à DigiPen aux fins de créer et pouvoir offrir les formations suivantes : le Bachelor of Science in Real-Time Interactive Simulation (bachelier en sciences à simulation interactive en temps réel) et le Applied Arts Degree in 3D computer graphics / 3D Computer Animation (diplôme d'arts appliqués d'images informatiques en 3D et d'animation par ordinateur en 3D). Ces formations ont fait de DigiPen la première université du monde consacrée à l'enseignement de création de jeux vidéo.
En 2008, a été construit un nouveau campus à Singapour, tandis que le campus de Bilbao a ouvert ses portes en 2010 pour élargir l'offre de DigiPen à toute l'Europe.

## Enseignement
DigiPen propose un bachelier en sciences à simulation interactive en temps réel et un  autre en arts et animation. Pour établir un parallèle avec les études traditionnelles d'informatique, les étudiants de DigiPen commencent leurs études avec une rigoureuse formation en langage C, pour passer à la programmation avancée orientée objet en C++, dans les deux cas, ils apprennent à utiliser GUI 2D sur Windows, à manipuler des images 3D et à bénéficier du réseautage. Également, les élèves ont l'opportunité d'élaborer des projets, la plupart d'entre eux consistant à créer et construire des véhicules robotiques. De plus, les étudiants embrassent tous les domaines du développement, dès la programmation telle quelle, jusqu'à la conception et le marketing.

## Étudiants
DigiPen est la seule institution d'enseignement dont les étudiants ont été nommés au Independent Games Festival dans les catégories professionnelles. En outre, les élèves de DigiPen sont arrivés à présenter leurs projets sur les vitrines du festival dans beaucoup d'occasions pendant l'année depuis la naissance du Independent Games Festival ; de fait, les élèves de cette institution ont remporté un total de 24 prix pour les 23 projets présentés. Les institutions suivantes en ce qui concerne la quantité de prix ont reçu cinq, quatre et trois prix pour leurs projets de jeux vidéo présentés, mais pendant six ans.
D'autres étudiants participent à des commissions comme le SAPR, le comité des rapports publiques d'étudiants de DigiPen, et le CEC, le comité de divertissement du campus, etc. Ce dernier organise et promeut des compétitions de tout type, tournages de films et d'autres activités.

## Travail des étudiants (jeux vidéo)
Chaque année, les élèves de simulation interactive en temps réel forment des groupes de quatre et huit membres ; de leur côté, ceux du diplôme d'arts ne sont pas obligés à travailler dans des projets de jeux vidéo, mais ils seront récompensés avec des crédits en cas de participation. Les nouveaux étudiants de DigiPen travaillent avec un environnement de développement intégré (IDE en anglais) appelé FUNEditor pour leurs premiers pas dans la création d'un jeu vidéo avec des images 2D. Le deuxième semestre, ils développent un jeu textuel en appliquant les connaissances acquises pendant ce semestre. Les élèves commençant leur deuxième année créent, dans leurs équipes de travail, des jeux d'aventure graphique. Par conséquent, dès la première année, l'élève prend contact avec les caractéristiques de création des jeux vidéo comme celle de l'habillage 3D et normalement ce contact représente lui-même, leur premier contact réel avec la physique, l'intelligence artificielle et le Networking faisant partie des jeux vidéo. Dans les postérieures années, après l'acquisition d'expérience, les étudiants assument plus de contrôle et liberté pour créer l'art et la structure du jeu vidéo, ce qui leur permet de se consacrer à la partie du jeu qu'ils trouvent la plus intéressante.
Les jeux appartiennent à DigiPen et sont enregistrés. Ils sont disponibles sur ce lien.

## Membres reconnus
- Claude Comair
  - Fondateur
  - Président
- Xin Li, Ph.D
  - Doyen d'arts et sciences
  - Premier chaire des sciences informatiques

## Cours d'été
Les mêmes cours proposés par DigiPen pendant l'année académique, sont disponibles pendant l'été pour ceux qui souhaitent assister.
Étant donné que DigiPen Bilbao vient d'ouvrir ses portes, l'institution va proposer, pour l'instant, des cours de programmation des jeux vidéo accessibles en ligne et qui ne coïncident pas exactement avec ceux qui vont se donner l'année prochaine. Il s'agit de trois cours, deux d'entre eux sur programmation avec deux niveaux. Dans le premier niveau ils sont acceptés des élèves jusqu'à 17 ans, et ils ne doivent pas nécessairement posséder des connaissances de programmation. Le deuxième niveau est plus avancé et le troisième cours porte sur l'animation 3D.
Au futur proche, l'institution a l'intention de proposer des cours sur les mêmes thèmes abordés dans le reste des facultés de DigiPen du monde.